# Calamagrostis srilankensis
Calamagrostis srilankensis är en gräsart som beskrevs av Gerrit Davidse. Calamagrostis srilankensis ingår i släktet rör, och familjen gräs.
Artens utbredningsområde är Sri Lanka. Inga underarter finns listade i Catalogue of Life.